# Zombie Strippers
Pour plus de détails, voir Fiche technique et Distribution.
Zombie Strippers est un film d'horreur américain réalisé par Jay Lee, sorti en 2008. Le film est librement inspiré de la pièce d'Eugène Ionesco Rhinocéros, à laquelle il contient de nombreuses références.

## Résumé
Alors que George W. Bush vient d'être élu pour la quatrième fois consécutive, la nudité publique a été interdite sur l'ensemble du territoire américain.
Lors d'une opération d'éradication de zombies (créés pour faire face aux trop nombreuses guerres du président), un soldat se fait mordre mais réussit à s’enfuir du laboratoire où avait lieu l'opération afin de ne pas être abattu par ses camarades.
Il se réfugie dans une boîte de striptease clandestine, le Rhino, où il attaque Kat, la star de la boîte et fait d'elle la première Zombie-Stripper.
Morte-vivante, ses capacités de strip-tease sont décuplées et le patron, Ian Essko, voit là une occasion de se faire beaucoup d'argent facilement ce qui ne l'incite pas à circonscrire l'épidémie.
Les autres stripteaseuses sont alors confrontées à la question de devenir ou non zombies, par goût, par concurrence, par conformisme…
Malgré les quelques clients mangés par Kat et les autres filles zombifiées, la boîte fait le plein jusqu'au jour où, jalouses du succès des filles zombies, les autres strip-teaseuses libèrent les hommes zombies, ce qui provoque un carnage sanglant et l'intervention de la troupe de militaires afin d'éradiquer cette menace.

## Fiche technique
- Titre : Zombie Strippers
- Réalisation : Jay Lee
- Scénario : Jay Lee
- Production : Larry Schapiro, Andrew Golov, Angela J. Lee
- Musique : Billy White Acre
- Pays d'origine : États-Unis
- Format : Couleurs
- Genre : horreur et science-fiction
- Durée : 94 minutes
- Date de sortie : 18 avril 2008 aux États-Unis

## Distribution
- Penny Drake et Jenna Jameson lors du tournage de Zombie Strippers.Jenna Jameson - Kat
- Robert Englund - Ian Essko
- Roxy Saint - Lillith
- Joey Medina - Paco
- Shamron Moore - Jeannie
- Penny Drake - Sox
- Jennifer Holland - Jessy

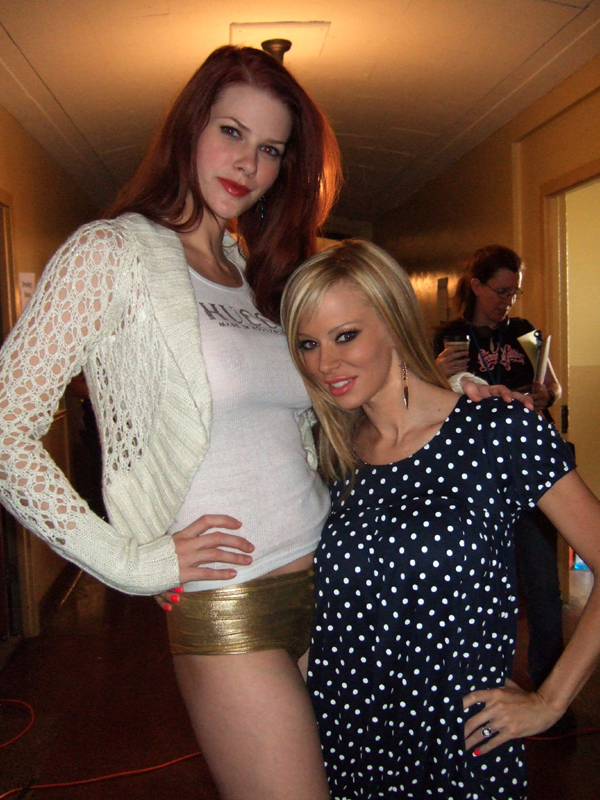
Penny Drake et Jenna Jameson lors du tournage de Zombie Strippers.

- Tito Ortiz - Le videur de la boîte
- John Hawkes - Davis
- Jeannette Sousa - Berengé
- Whitney Anderson - Gaia
- Carmit Levité - Madame Blavatski
- Calvin Green - Cole
- Zak Kilberg - Byrdflough
- Catero Colbert - Major Camus
- Jen Alex Gonzalez - Lt. Ryker
- Laura Bach - S-sy Sue
- Jessica Custodio - Kwan
- Billy Beck - Rincon
- Travis Wood - Oxnard

## Bande originale
- Choke, interprété par kazy
- Thunder In The Sky, interprété par The Dirtbombs
- Omega Suite Pt. 2, composé par Andre Moraweck, Sebastian Grund, Tom-Eric Moraweck, Nick Wachsmuth et Sabastian Rieche
- I'm Through With White Girls, interprété par The Dirtbombs
- Glutton For Punishment, interprété par Paul Rivera Jr.
- Smother You, interprété par Roxy Saint et Billy White Acre
- Bad Guy, interprété par Roxy Saint
- Don't Kill The Star, interprété par Roxy Saint
- Adrenaline, interprété par VISTALANCE
- Musica A Mi, interprété par Yeva
- Jameo, interprété par Yeva
- Wake Up In Hell, composé par Andre Moraweck, Sebastian Grund, Tom-Eric Moraweck, Nick Wachsmuth et Sabastian Rieche
- At The Gates of Demise, composé par Andre Moraweck, Sebastian Grund, Tom-Eric Moraweck, Nick Wachsmuth et Sabastian Rieche

## Anecdote
Le scenario s’inspire librement de Rhinocéros d'Eugène Ionesco. Le film comporte ainsi diverses références à la pièce : nom de la boîte de nuit, logo de la boîte de nuit, nom du principal protagoniste « Ian Essko », etc.